# Nikolaj Medtner

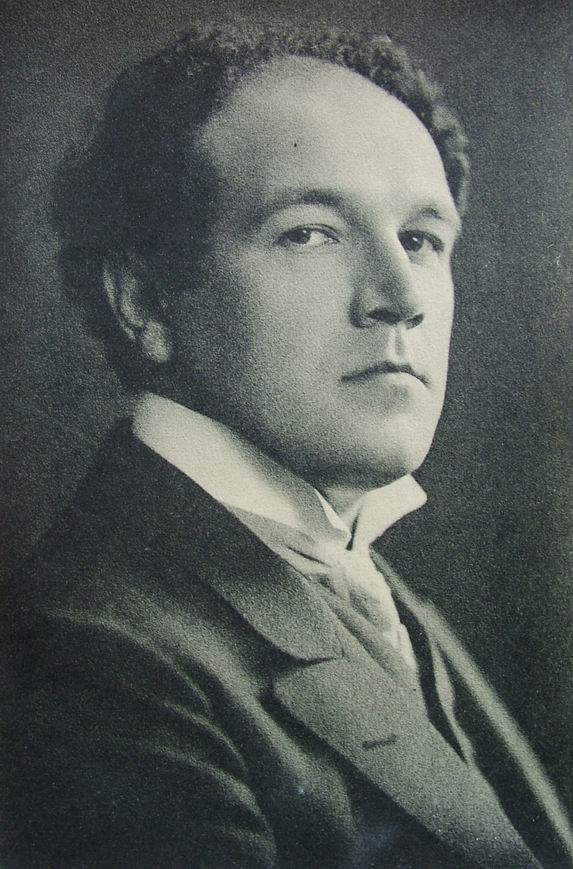
Nikolaj Medtner, Postkaart, (1910)

Nikolaj Karlovitsj Medtner (Russisch: Никола́й Ка́рлович Ме́тнер) (Moskou, 5 januari 1880 – Londen, 13 november 1951) was een Russisch componist en pianist.

## Biografie
Toen Nikolaj Medtner twaalf jaar oud was, ging hij naar het Conservatorium van Moskou. Hij studeerde er van 1892 tot 1900 en kreeg pianoles van zowel Vassili Safonov als Vassili Sapelnikov. Toen hij in 1900 afstudeerde. won hij de Anton Rubinsteinprijs. Sergej Tanejev gaf hem vervolgens van 1901 tot 1903 privé-onderricht in de compositieleer. In de periode tot aan de oktoberrevolutie in 1917 wijdde Medtner zich vooral aan het componeren. Hij zag tot consternatie van zijn familie af van een carrière als concertpianist. Wel ging hij les geven aan het conservatorium in Moskou. In deze periode werd Nikolaj verliefd op Anna Michajlovna, die als violiste in hoog aanzien stond en de vrouw van zijn oudere broer Emil was. Genereus gaf die Anna haar vrijheid terug om met zijn broer te trouwen. De huwelijksvoltrekking vond in 1918 plaats. Van 1921 tot 1924 leefde Medtner in Berlijn, en daarna in de buurt van Parijs. In 1924 organiseerde de componist Sergej Rachmaninov, een vriend van Medtner, een concerttour voor hem naar de Verenigde Staten en Canada. Ook gaf hij uitvoeringen in Engeland, wat hem dusdanig beviel dat hij er zich in 1936 vestigde.
Vanaf het uitbreken van de Tweede Wereldoorlog ondervond Medtner de nodige tegenslag. Zijn gezondheid liet hem in de steek en hij had geen inkomsten meer uit Duitsland. Vanaf 1946 kreeg hij steun van de Jayachamaraja Wodeyar Bahadur, de Maharadja van Mysore (een deelstaat van India, sinds 1973 bekend als Karnataka). Die richtte in 1948 de Medtner stichting op met als doel de opname van al zijn werken. Medtner kreeg in datzelfde jaar een hartaanval, maar hij slaagde erin zijn pianoconcerten, sonates en nog diverse werken op te nemen. Hij overleed in 1951 thuis en ligt begraven in Londen, in de wijk Hendon.

## Werken en stijl
In het begin van de 20e eeuw was Medtner in Rusland een belangrijk componist, net zo invloedrijk als bijvoorbeeld Scriabin of Rachmaninov. Voor de Russische intellectuele elite was hij een cult figuur. Hij was ook een uitstekend pianist en dacht veel na over het muziekleven in zijn algemeenheid. Door de diepzinnige manier waarop hij sprak over muziek dwong hij bij collega-componisten als Prokofjev, Glazoenov, Koussevitsky, Rachmaninov en Furtwängler respect af. De eigentijdse muziek van de 20e eeuw lag hem niet. Over een werk van Prokofjev zei hij eens: "als dat muziek is, ben ik geen musicus".  
In de halve eeuw waarin Medtner componeerde, veranderde zijn stijl nauwelijks en de critici waren verdeeld: de een vond hem aartsconservatief, de ander vooruitstrevend. Hij hield niet van tournees, publiciteit en het openbare concert- en muziekleven, met name dat van Parijs. Hij schrijft daarover uitgebreid in zijn boek The Muse and The Fashion. Hij heeft amper zijn eigen werk gepromoot.
Zijn muziek is behoorlijk complex, maar heeft een intieme sfeer. Het is een voortdurende worsteling tussen zijn Duitse afkomst, zijn Russische geest (geboren en getogen Rus), het openstaan voor een nieuwe muzikale uitdrukking en een toegewijd conservatisme. Hij was een kind van de Russische renaissance, de zogenaamde Zilveren Eeuw (de 19e eeuw), toen de kunst, muziek en filosofie bloeiden als nooit tevoren in Rusland en door de Russische revolutie van 1917 van de ene op de andere dag om zeep werden geholpen.
Beethoven, Schumann en Goethe waren de belangrijkste inspiratiebronnen voor Medtner. Hij beschouwde zichzelf als een volgeling van Beethoven. Men vergelijkt Medtner weleens met Brahms maar hij imiteerde niemand. Er zijn wel raakpunten, zoals het filosofische aspect in de muziek dat bij ook bij Brahms aanwezig is, en het gebruik van antimetrische figuren. Medtner schiep bewust muziek voor een kleine kring ingewijden.

## Geselecteerde werken
Zijn werk bestaat uit 14 pianosonates, drie sonates voor piano en viool, drie pianoconcerten, één pianokwintet, twee werken voor twee piano’s, vele korte stukken, waaronder 38 stukken die gebundeld zijn onder de naam Skazki (Russisch voor 'sprookjes'), 108 liederen op teksten van onder anderen Goethe, Nietzsche, Poesjkin, Lermontov, Eichendorff en Von Chamissom en twee vocalises.
Pianoconcerten
1. in c-mineur op. 33 (1914-18)
2. in c-mineur op. 50 (1926/27)
3. in e-mineur op. 60 "Ballade" (1941-43)

Vioolsonates
1. in b-mineur op. 21 (1909/10)
2. in G-majeur op. 44 (1923-26)
3. in e-mineur op. 57 Sonata epica (1935-38)

Pianokwintet
- in C-majeur (1904-08, 1944-48)

Pianosonates
- in f-mineur op. 5 (1902/03)
- in As majeur op. 11/1 (1904-08)
- in d-mineur op. 11/2 "Elegie" (1904-08)
- in C-majeur op. 11/3 (1904-08)
- in g-mineur op. 22 (1909/10)
- in c-mineur op. 25/1 (1910), Sprookjessonate
- in e-mineur op. 25/2 (1910/11), Nachtwind
- in Fis-majeur op. 27 (1912-14), Sonate-Ballade
- in a-mineur op. 30 (1914), Oorlogsonate
- in a-mineur op. 38/1 (1918-20), Sonata reminiscenza
- in c-mineur op. 39/5 (1918-20), Sonata tragica
- in bes mineur op. 53/1 (1929/30), Sonata romantica
- in f-mineur op. 53/2 (1929-31), Sonata minacciosa
- in G-majeur op. 56 (1935-37), Sonata idillica

Overige pianomuziek
- op. 7: Arabesques (3)
- op. 8: Zwei Märchen
- op. 9: Drie sprookjes
- op. 10: Dithyrambes (3)
- op. 14: Sprookjes (2)
- op. 17: Nouvelles (3)
- op. 20: Sprookjes (Twee skazki)
- op. 26: Sprookjes (4)
- op. 31: Drie stukken
- op. 31 no.1: Improvisatie no.1 in bes klein
- op. 34: Sprookjes (4)
- op. 35: Vier vertellingen
- op. 38: Vergessene Weisen (Forgotten Melodies)
- op. 39: Vergessene Weisen (Forgotten Melodies)
- op. 40: Vergessene Weisen (Forgotten Melodies)
- op. 42: Drie vertellingen
- op. 48: Twee vertellingen
- op. 49: Drei Hymnen An Die Arbeit
- op. 51: Sprookjes
- op. 54: Esquisses romantiques pour la jeunesse
- op. 55: Thema en variaties in cis-mineur
- op. 55 no.1: Thema con variazioni
- op. 59: Elégies (2)

Liederen
- Meer dan 100 liederen voor zang en piano

## Boeken
Van Nikolaj Medtner
- Nicolas Medther, The Muse and the Fashion, being a defence of the foundations of the Art of Music. Vert. Alfred J. Swan. Haverford College, Haverford, Pennsylvania, 1951.

Over Nikolaj Medtner
- (en)  Richard Holt (red.), Nicolas Medtner, 1879-1951: A Tribute to his Art and Personality, Dennis Dobson, London, 1955.
- (de)  Christoph Flamm, Der Russische Komponist Nikolaj Metner, E. Kuhn, Schleiz, 1995
- (de)  Natascha Konsistorum, De Komponist Nikolaj Medtner. Ein Porträt. Vert. Christoph Flamm. Henschel, Berlin, 2004.
- (en)  Ekaterina Chernaya-Oh, The Skazki (Fairy Tales) of Nikolai Medtner: The Evolution and Characteristics of the Genre with Compositional and Performance aspects of Selected Fairy Tales, Dissertatie University of North Texas, Denton, 2008.
- (en)  Barrie Martyn, Nicolas Medtner: His Life and Music, Routledge, Abingdon, 2016.